# Waltraud Karner-Kremser
Waltraud Karner-Kremser (* 15. Dezember 1965 in Wien) ist eine österreichische Politikerin (SPÖ) sowie Abgeordnete zum Wiener Landtag und Mitglied des Wiener Gemeinderats.

## Ausbildung und Beruf
Karner-Kremser besuchte von 1972 bis 1976 die Volksschule in Wien-Liesing und wechselte danach von 1976 bis 1981 an das Realgymnasium Wien 12 in der Erlgasse. Sie absolvierte von 1981 und 1985 eine Ausbildung zur Diplomierten Gesundheits- und Krankenschwester im Allgemeinen Krankenhaus Wien. Zudem besuchte sie bis 1999 einen Lehrgang zur Krankenhausmanagerin an der Wirtschaftsuniversität Wien, den sie mit Diplom abschloss. Weiterhin absolvierte sie vom Jahr 2000 bis zum Jahr 2001 einen Masterlehrgang im Bereich Gesundheitsökonomie an der Donau-Universität Krems, den sie mit dem akademischen Grad (MAS) abschloss. Karner-Kremser ist Inhaberin von zwei Kindermode-Boutiquen.

## Politik und Funktionen
Karner-Kremser wurde im Jahr 1983 Mitglied der Sozialistischen Partei Österreichs (SPÖ) und wurde 1989 zur Bezirksrätin der SPÖ in der Bezirksvertretung Liesing gewählt. Des Weiteren übernahm sie 2005 die Funktion der Vorsitzenden der Bezirksvertretung Liesing und hatte diese Funktion bis 2010 inne. Karner-Kremser kandidierte bei der Landtags- und Gemeinderatswahl 2010 für die SPÖ im Wahlkreis Liesing und wurde in der Folge am 25. November 2010 im Landtag bzw. Gemeinderat angelobt. Sie ist dort Schriftführerin und Mitglied der Gemeinderätliche Geriatriekommission. Des Weiteren gehört sie als Mitglied der Gemeinderätlichen Behindertenkommission an, ist Mitglied im Immunitätskollegium sowie Stellvertreterin der Beisitzer im Berufungssenat des Wiener Stadtsenates. Zudem ist sie Ersatzmitglied im Gemeinderatsausschuss für Gesundheit und Soziales, Ersatzmitglied im Gemeinderatsausschuss für Stadtentwicklung, Verkehr, Klimaschutz, Energieplanung und BürgerInnenbeteiligung sowie Ersatzmitglied im KFA Überwachungsausschuss der Krankenfürsorgeanstalt der Bediensteten der Stadt Wien (KFA). Zudem ist Karner-Kremser seit 2012 Obmann-Stellvertreterin im Hernalser Kulturkreis und seit Juni 2011 Kassierin im Verein Lokale Agenda 21 in Wien zur Förderung von Bürgerbeteiligungsprozessen.